# Conselheiro Acácio
Conselheiro Acácio é uma das personagens da obra O Primo Basílio, de Eça de Queirós. Esta figura fictícia tornou-se célebre como representação da convencionalidade e mediocridades dos políticos e burocratas portugueses dos finais do século XIX, sendo até à actualidade utilizada para designar a pompa balofa e a postura de pseudo-intelectualidade utilizada por muitas das figuras públicas portuguesas. Deu origem ao termo acaciano, designação utilizada para tais figuras ou para os seus ditos.

## Descrição da figura
O Conselheiro Acácio é descrito por Eça de Queirós como sendo um homem alto, magro, vestido todo de preto, com o pescoço entalado num colarinho direito. O rosto aguçado no queixo, ia-se alargando até à calva, vasta e polida, um pouco amolgada no alto. Tingia os cabelos, que de uma orelha à outra lhe faziam colar para trás da nuca; e aquele preto lustroso dava, pelo contraste, maior brilho à calva; mas não tingia o bigode: tinha-o grisalho, farto, caído aos cantos da boca. Era muito pálido; nunca tirava as lunetas escuras. Tinha uma covinha no queixo e as orelhas muito grandes, muito despegadas do crânio.
Perante a sociedade, o Conselheiro Acácio era um moralista, com constantes declarações a favor da sã moral e dos bons costumes, que faziam dele um público paladino da família e das virtudes cristãs.
Nascido e criado em Lisboa, era um solteirão sem família, aposentado do cargo de Director-Geral do Ministério do Reino, que vivia num terceiro andar da Rua do Ferregial, amancebado com a criada que, entretanto, o atraiçoava.
Expressava-se com chavões e elaboradas frases vazias e citava muito. Com gestos sempre medidos e cerimoniosos, jamais usava palavras triviais: não dizia vomitar, antes fazia um gesto indicativo e empregava o termo restituir. Assinante do Teatro Nacional de São Carlos havia dezoito anos, conhecia toda a sociedade amante da ópera e toda a intelectualidade da moda. Nas suas constantes citações dizia sempre o nosso Garrett, o nosso Herculano e falava incessantemente das nossas virtudes pátrias. Tendo sido nomeado Conselheiro de Sua Majestade Fidelíssima por Carta Régia de D. Luís I de Portugal, sempre que dizia El-Rei, erguia-se um pouco na cadeira.
Tinha sido feito Cavaleiro da Real Ordem Militar de Sant'Iago da Espada, em atenção aos seus grandes merecimentos literários e às obras publicadas, de reconhecida utilidade, no campo da economia política. Era autor das seguintes obras: Elementos Genéricos da Ciência da Riqueza e Sua Distribuição, com o subtítulo Segundo os Melhores Autores; da Relação de Todos os Ministros do Estado desde o Grande Marquês de Pombal até Nossos Dias com Datas Cuidadosamente Averiguadas de Seus Nascimentos e Óbitos e de uma volumosa Descrição Pitoresca das Principais Cidades de Portugal e Seus Mais Famosos Estabelecimentos.